# کاپیجییا
کاپیجییا (به صربی: Kapidžija) یک منطقهٔ مسکونی در صربستان است که در کروشواتس واقع شده‌است. کاپیجییا ۱٬۴۸۵ نفر جمعیت دارد.